# المديد (صنعاء)

تعديل مصدري - تعديل

المديد هي مدينة ومركز مديرية نهم بمحافظة صنعاء اليمنية، بلغ تعداد سكانها 1543 نسمة حسب الإحصاء الذي أجري عام 2004.